# Mikkel Bro Hansen
Mikkel Bro Hansen (* 25. Januar 2009 in Lystrup) ist ein dänischer Fußballspieler, der zumeist als Stürmer eingesetzt wird.

## Vereinskarriere
Mikkel Bro Hansen wurde am 25. Januar 2009 im Aarhuser Vorort Lystrup geboren und begann seine Vereinskarriere als Fußballspieler im Nachwuchsbereich seines Heimatvereins, des Lystrup IF. Danach wechselte er in die Jugend des FC Midtjylland und kam von dieser innerhalb Jütlands im Jahr 2021 zum Aarhus GF. Dort durchlief er sämtliche Spielklassen und trat bereits als 14-Jähriger für die U-19-Mannschaft des Klubs in Erscheinung. Aufgrund seiner Offensivstärke wurde der junge Angriffsspieler schon bald von internationalen Vereinen umworben und absolvierte beispielsweise im Herbst 2023 ein Probetraining im Nachwuchsbereich von Ajax Amsterdam. Dabei gelangen ihm mit der U-15-Mannschaft bei einem 8:2-Testspielsieg über die Alterskollegen des SC Cambuur sechs Treffer. Auch Borussia Dortmund zeigte in dieser Zeit Interesse an dem jungen Dänen.
Danach kehrte er wieder nach Dänemark zurück, war wieder im Nachwuchs von Aarhus aktiv und wechselte mit Erreichung des 16. Lebensjahres, dem frühestmöglichen Zeitpunkt für einen Auslandstransfer, zum FK Bodø/Glimt nach Norwegen. Beim norwegischen Erstligisten unterschrieb er einen Vertrag bis Sommer 2027. Erstmals saß Hansen nach der erfolgreichen Ligaphase seines neuen Vereins am 13. Februar 2025 im Play-off-Hinspiel zum Achtelfinale gegen Twente Enschede uneingesetzt auf der Ersatzbank. Danach nahm er an jedem weiteren Spiel seines Klubs bis zum Ausscheiden im Halbfinale gegen Tottenham Hotspur auf der Ersatzbank Platz, ohne jedoch von Kjetil Knutsen eingesetzt zu werden. Sein Pflichtspieldebüt gab er am 26. März 2025 beim Erstrundenspiel des norwegischen Fußballpokals 2025, als er beim 8:0-Kantersieg über den Innstrandens IL die volle Matchdauer durchspielte, dabei drei Tore erzielte und ein weiteres vorbereitete. Auf die gleichen Scorerwerte kam er auch beim nachfolgenden 5:1-Erfolg über den Junkeren IK, ehe er mit der Mannschaft überraschend in Runde 3 gegen den Aalesunds FK ausschied.
Sein Ligadebüt gab er am 5. April 2025, als ihn Kjetil Knutsen bei einem 3:0-Heimsieg über Ham-Kam in der 80. Spielminute für Kasper Høgh einwechselte. Mit 16 Jahren, zwei Monaten und elf Tagen war er zu diesem Zeitpunkt der jüngste eingesetzte Spieler des Spieljahres 2025, wurde jedoch später von zwei noch jüngeren Akteuren übertroffen. Bis dato (Stand: 9. August 2025) kam Hansen in zwei Meisterschaftsspielen des Spieljahres 2025 zum Einsatz.

## Nationalmannschaftskarriere
Sein Debüt in einer Nationalmannschaft des dänischen Fußballverbandes gab Hansen im September 2024, als er an einem Vier-Nationen-Turnier in Kayseri in der Türkei teilnahm. Hierbei kam er in allen drei Spielen der dänischen U-16-Nationalmannschaft gegen Portugal, die Türkei und Rumänien zum Einsatz und erzielte gegen die letztgenannte Nation einen Treffer. Zwei Monate später gewann er mit dem Team den Football Federations Cup U16 in Salou (Spanien), in dem Dänemark alle drei Partien gegen Saudi-Arabien, Polen und Südkorea gewann und Hansen abermals ein Tor beisteuerte. Ende Februar und Anfang März 2025 absolvierte er zwei weitere Länderspiele anlässlich eines UEFA-U-16-Turniers in der Pinatar Arena von San Pedro del Pinatar in Spanien.
Anfang August 2025 debütierte er für die U-17-Auswahl seines Heimatlandes und war dabei in Spielen gegen Norwegen, Finnland und Schweden im Einsatz.